# Rønde Kommune
| Strukturdaten       | Strukturdaten    |
| ------------------- | ---------------- |
| Sitz der Verwaltung | Rønde            |
| Fläche              | 101,16 km²       |
| Einwohner           | 6.851 (2003)     |
| Kommune seit 2007   | Syddjurs Kommune |

Rønde Kommune war bis Dezember 2006 eine dänische Kommune auf der Halbinsel Djursland im Osten Jütlands im damaligen Århus Amt. Seit Januar 2007 ist sie zusammen mit  den Kommunen Ebeltoft, Midtdjurs und Rosenholm Teil der neugebildeten Syddjurs Kommune.
Rønde Kommune entstand im Zuge der Verwaltungsreform des Jahres 1970 und umfasste folgende Sogn:
- Feldballe Sogn (Landgemeinde Feldballe)
- Thorsager Sogn und Bregnet Sogn (Landgemeinde Thorsager-Bregnet)